# Ayda Katti
Das Ayda Katti (oder Aydha-Katti, Adya Katti, Ayudha Katti) war ein Hiebschwert im Distrikt Kodagu in der indischen Provinz Karnataka.

## Geschichte
In der historischen Region Coorg an der Malabarküste wurde das Ayda Katti als Waffe und als Werkzeug benutzt. Es entstand etwa im 17. Jahrhundert.

## Beschreibung
Das Ayda Katti besteht aus einer schweren, auf der Rückseite konvexen einschneidigen Klinge, einem Kukri nicht unähnlich. Vom Heft (Griff) aus läuft die Klinge sehr breit und wuchtig zur Spitze hin aus. Nur die konkave Seite ist geschärft. Der Griff besteht aus Holz und hat kein Parierelement. Der Knauf besteht aus einer eiförmigen Holzscheibe, die ebenso wie der Griff mit traditionellen Schnitzereien verziert ist. Das Ayda Katti wird ohne Scheide getragen. Es gibt eine spezielle Tragevorrichtung bestehend aus einer Silberkette, die als Gürtel dient, sowie einem großen Messingring zum Einhängen des Messers. Seine Gesamtlänge beträgt etwa 50 cm, die Klingenlänge beträgt etwa 38 cm. Die breiteste Stelle der Klinge beträgt etwa 9 cm.